# Miscellaneous Serowe FC
Miscellaneous Serowe Football Club is een Botswaanse voetbalclub uit de stad Serowe. De club komt anno 2011 uit in de Mascom Premier League, de nationale voetbalcompetitie van Botswana.
Botswana Defence Force XI · 
Botswana Meat Commission · 
ECCO City Greens · 
Extension Gunners · 
FC Satmos · 
Gaborone United · 
Miscellaneous · 
Mochudi Centre Chiefs · 
Mogoditshane Fighters · 
Motlakase Power Dynamos · 
Nico United · 
Notwane FC · 
Police XI · 
TAFIC · 
Township Rollers · 
Uniao Flamengo Santos